# The Onion
The Onion är en amerikansk organisation som publicerar nyhetssatir, i form av en tidskrift samt på internet.  Tidskriften har veckovis getts ut sedan 1988 och parodierar innehållet i en vanlig tidning och innehåller både "nyhetsartiklar" och "ledare" som skrivs i en seriös stil. Tidskriften har enligt The Onion en upplaga på 400 000 exemplar.